# Lianga
Lianga es un municipio filipino de cuarta categoría, situado en la parte nordeste de la isla de Mindanao. Forma parte de la provincia de Surigao del Sur situada en la Región Administrativa de Caraga, también denominada Región XIII. Para las elecciones, está encuadrado en el segundo distrito electoral.

## Geografía

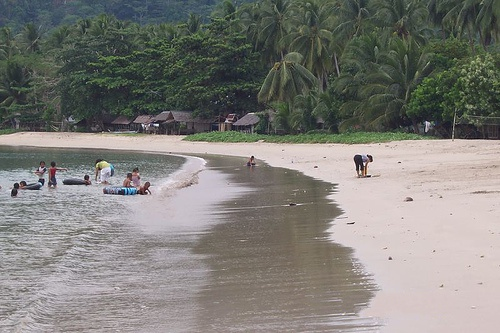
Playa de Pugod

Está situado en el sur de la provincia, a 52 km (kilómetros) al sur de la ciudad de Tandag, su capital.
Franja costera a lo largo de la bahía, frente al océano donde los montes de Diwata acunan su espalda.
Su término linda al norte con el municipio de San Agustín; al sur con el de Barobo; al este con la bahía de su nombre en el de mar de Filipinas; y al oeste con la provincia de Agusán del Sur, municipio de  Prosperidad.

### Barrios
El municipio de Lianga se divide, a los efectos administrativos, en 13 barangayes o barrios, conforme a la siguiente relación:
| - Anibongán - Ban-as - Banahao - Baucawe | - Diatagón - Ganayón - Liatimco | - Manyayay - Payasán - Población | - Saint Christine - San Isidro - San Pedro |

### Demografía
Tal como consta en el censo del año 2000, este municipio estaba habitado por 25 014 personas que ocupaban 4713 hogares.

### Comunicaciones
Lianga es accesible por tierra y mar.
S00300, carretera de Surigao a Dávao por la costa (Surigao-Davao Coastal Rd) entre las localidades de San Agustín, al norte y Barobo, al sur. Esta carretera atraviesa los barrios de Manyayay, Diatagón, Saint Christine, Ganayón, San Isidro, Banahao, Población, San Pedro, Baucawe, Anibongán y Liatimco. Por esta carretera ae encuentra a 90 kilómetros de Tandag y a 237 km (kilómetros) de Dávao.
S00336, Payasan-Los Arcos Rd. con 6.00 km en el distrito 1.º. Partiendo en el PK 1389 hacia oriente llega al límite con la provincia de Agusán del Sur. También conocida como Los Arcos-Lianga Road. Esta carretera continuna hasta conectar con la Autopista Marhalika (Pan-Philippine Highway) en el barrio de Santa Irene, término de Prosperidad, por donde se llega Butuan recorriendo 121 km y a 16 km de Prosperidad, la capital de Agusan del Sur.

## Historia
Cuenan las leyendas que el nombre del lugar deriva del de dos amantes Liangán y Go. Liangán era hija del cacique manobo, mientras que Go era un pirata chino capturado por los guerreros manobos en la playa de Pananag-án, el único superviviente de la batalla que fue hecho cautivo por los vencedores. Liangan y Go contrajeron matrimonio y tras a muerte del cacique el lugar se llamó Leanga y a lo largo del tiempo se convierte en Lianga.
El actual territorio de la provincia de Surigao del Sur fue parte de la provincia de Caraga durante la mayor parte de la Capitanía General de Filipinas (1520-1898).

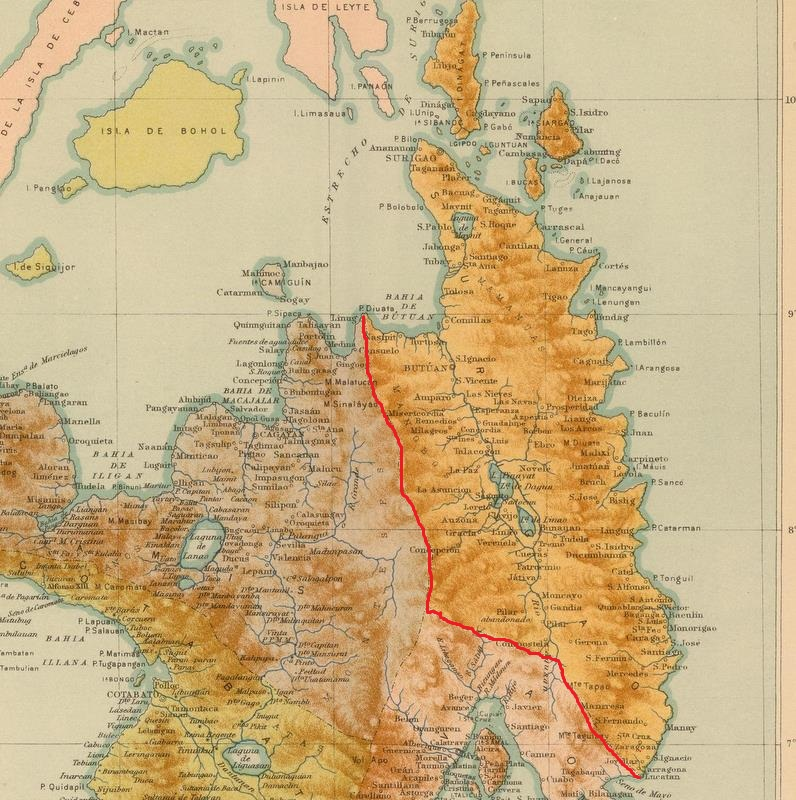
Provincia de Surigao en 1899.

A principios del siglo XX, la isla de Mindanao se hallaba dividida en siete distritos o provincias. La visita de Lianga perteneció a la provincia de Nueva Guipúzcoa y a la diócesis de Cebú:

"...LIANGA; visita de Daoao cab. de la prov. de Nueva-Guipúzcoa, en la isla de Mindano, dióc. de Cebú,..."

"...SIT.en la costa á los 120° 24′ long., 8° 12′ lat...."

"...su CLIMA es bastante cálido. ..."

"...PROD. arroz, trigo, poco maiz y algunas otras en corta proporción, IND. : la agrícola, la caza y la pesca del balate, ocupándose también algunos en estraer el oro de una mina que hay en el térm. de esta visita..."
Buzeta y Bravo, Tomo II, página 159 LIA

El distrito 3º de Surigao, llamado hasta 1858 provincia de Caraga, tenía por capital el pueblo de Surigao e incluía la Comandancia de Butuan.
Uno de sus pueblos era Lianga que entonces contaba con 5350 habitantes incluyendo las visitas de Oteiza, Marijatag, Javier, Lepanto,  Gamot, San José de Balú y Santo Niño.
Al principio, Lianga fue un gran municipio, que se extiende desde Caguait hasta Barobo.

### Ocupación estadounidense
Durante la ocupación estadounidense de Filipinas  fue creada la provincia de Surigao. El gobierno civil quedó establecido el 15 de mayo de 1901 en su capital Surigao. Incluía la subprovincia de Butuan, antes comandancia político militar.
En 1904, la provincia de Surigao  contaba con 14 municipios, uno de los cuales era Lianga.
Cuando en 1911 fue creada la provincia de Agusán, Butuán se separa de Surigao para pasar a formar parte de la nueva provincia.
El 31 de diciembre de 1916,  durante la ocupación estadounidense de Filipinas,  una vez pacificado el archipiélago se  organiza territorialmente sobre la base de 36 provincias ordinarias, entre las cuales se encontraba la provincia de Surigao Lianga era uno de sus 9 municipios.
Según el censo de 1918, esta provincia tenía una extensión superficial de 7.483 km² (kilómetros cuadrados), y la poblaban 122 022 personas que habitaban en 14 municipios con 146 barrios, siendo Lianga uno de esos 14 municipios.

### Independencia
En 1951, 7 barrios de Lianga forman el nuevo municipio de Oteiza.
El 18 de septiembre de 1960, la provincia de Surigao fue dividida en dos: Surigao del Norte y Surigao del Sur.